# Amphipoda
Amphipoda je red Malacostraca rakova bez karapaksa i sa generalno lateralno komprimovanim telima. Amfipode su u opsegu veličina od 1 do 340 mm i uglavnom su detritivori ili lešinari. Postoji više od 9.900 vrsta amfipoda koje su do sada opisane. One su uglavnom morske životinje, koje su prisutne u skoro svim vodenim okruženjima. Oko 1.900 vrsta živi u neslanoj vodi, a red takođe obuhvata kopnene životinje i Talitridae kao što je Talitrus saltator.

## Spoljašnje veze
- Gary Anderson (7. 5. 2011). „Peracarida Taxa and Literature (Cumacea, Lophogastrida, Mysida, Stygiomysida and Tanaidacea)”. University of Southern Mississippi. Архивирано из оригинала 24. 1. 2010. г.